# Az Aranykesztyű lovagjai
Az Aranykesztyű lovagjai 1968-ban bemutatott fekete-fehér, 5 részes magyar krimisorozat, Keleti Márton rendezésében, Sinkovits Imre, Keres Emil és Várkonyi Zoltán főszereplésével. Forgatókönyvíró: Gimes György és Geszti Pál. A nagy sikerre való tekintettel az 5 részes sorozatból később egy 2 részes rövidített változat is készült, szintén televíziós forgalmazásra. A történet középpontjában John Fitzgerald Kennedy elnök meggyilkolása áll.

## Szereplők
- Sinkovits Imre – John Harrison (Jim Garrison)
- Keres Emil – Belgravia, olasz újságíró
- Várkonyi Zoltán – Clay Blow, üzletember
- Bárdy György – Ted Murvich, ügyészségi főnyomozó
- Ruttkai Éva – Mrs. Harrison
- Kovács István – Clifford, ügyészségi nyomozó
- Sztankay István – Scambara, ügyészhelyettes
- Kaló Flórián – Stafford, rendőrszázados
- Moór Marianna – Katherine Sands
- Pécsi Ildikó – Delilah Kerr, táncosnő
- Lőte Attila – Leonard Stephard
- Inke László – Reggis Kenneth, az FBI embere
- Tomanek Nándor – Harry Debkins, az FBI embere
- Gelley Kornél – Joe Claridan, az NBC TV riportere
- Körmendi János – Dave Terry
- Kozák László – Bill Tickers
- Bujtor István – Miguell Torrez
- Molnár Tibor – Jim Bliss
- Szakáts Miklós – Percy, ügyvéd
- Zách János – Honnesty, bíró
- Buss Gyula – Sam Tod
- Dávid Kiss Ferenc – Benneth, rendőrszázados
- György László – Douglas, seriff
- Nagy Attila – Robert Rick, az FBI igazgatóhelyettese
- Kovács Károly – Tábornok
- Greguss Zoltán – Tengernagy
- Ungváry László – Igazságügyi miniszter
- Fonyó József – Robert Gussó
- Suka Sándor – George Cunning, taxisofőr
- Szabó Ottó – Max Preid
- Gobbi Hilda – Mrs. Jain
- Budai István – Rikkancs
- Csonka Endre – TV-rendező
- Gyulai Károly – Nyomozó I.
- Izsóf Vilmos – Nyomozó II.
- Miklósy György – Portás
- Verebes Károly – Benzinkutas

További szereplők: Basilides Zoltán, Csurka László, Gáspár János, Gera Zoltán, Győrffy György, Horkai János, Horváth Gyula, Láng József, Ruttkai Ottó, Szatmári István, Szersén Gyula, Tarsoly Elemér, Tyll Attila

## Epizódok
- 1. rész (48') 1. rész

Delilah Kerr táncosnőt meggyilkolják. A gyanú szeretőjére, Leonard Stephardra terelődik, aki hosszú beszélgetés után tanúvallomást tesz Murvich ügyészségi főnyomozónál. Közben felbukkan a volt férj is, és miután vallomást tesz, a város határán túl meggyilkolják. Csak Harrison ügyész az, aki visszanyúl a múltba a nyomozás során, és akinek kétségei vannak a bűnügyet illetően.
- 2. rész (49') 2. rész

Clay Blow, a híres üzletember tudomást szerez arról, hogy Harrison ügyész nyomozást folytat egy rég lezárt ügyben, és Clifford nyomozót Dallasba küldte. Titkárnőjének, Kathrin Sandsnek, azt a feladatot adja, hogy kövesse Clifford nyomozót és szedje ki belőle, hogy milyen célból utazik. A hölgy, sikertelen próbálkozása után, meglátogatja szerelmét, Sam Todt dallasi újságírót. Hazafelé az országúton Blow alkalmazottja meg akarja ölni a lányt.
- 3. rész (36') 3. rész

Harrison ügyész újból kihallgatja Leonard Stephardot. Az FBI lehallgatja a Harrison és Stephard közötti beszélgetést, melynek során kiderül, hogy Delilah Kerrnek azért kellett meghalnia, mert értesítette a rendőrséget, hogy merénylet készül Kennedy elnök ellen. Harrison ügyész különvizsgálatot kezd a dallasi elnökgyilkosság ügyében, és egy újabb tanú meggyilkolása után elrendeli a házkutatást Clay Blownál, akinek pincéjében páratlan tárgyi bizonyítékot talál.
- 4. rész (61') 4. rész

Belgravia, olasz újságíró hasznos információkkal szolgál Harrison ügyésznek a vádlott Clay Blow korábbi olaszországi tevékenységéről. A CIA központjában összeül a főnöki tanácskozó testület, ahol elhatározzák, hogy rágalomhadjáratot indítanak Harrison ügyész ellen, hogy ellehetetlenítsék. Közben előkerül egy szemtanú, aki együtt szolgált Lee Harvey Oswalddal, és tanúvallomása összekapcsolja a történteket. Harrison azonnal indítványozza a vád illetékességének kimondását.
- 5. rész (85') 5. rész

A tárgyalás megkezdődik, amelyen tanúk beidézésével Harrison ügyész rámutat arra, hogy Oswald egyedül nem követhette el a gyilkosságot Kennedy elnök ellen, hanem egy egész gépezet működött és készítette elő az elnök gyilkosságát.

## Külső hivatkozások
- FilmKatalógus.hu
- Kritikustömeg.org